# Montauban
Montauban (wymowaⓘ, oksyt. Montalban) – miejscowość i gmina we Francji, w regionie Oksytania, w departamencie Tarn i Garonna. W 2013 roku jej populacja wynosiła 59 630 mieszkańców. Przez gminę przepływają rzeki Tarn oraz Aveyron.

## Zabytki
- Kościół p. w. Świętego Jakuba z XIII w., zbudowany w stylu południowego gotyku tuluzańskiego - najstarszy w mieście.
- Katedra p.w. Wniebowzięcia Najświętszej Maryi Panny klasycystyczna, z I. połowy XVIII w.
- Stary Most na rzece Tarn, z I. połowy XIV w.

3 listopada 1940 w Montauban zmarł Manuel Azaña, hiszpański pisarz i ostatni prezydent Drugiej Republiki Hiszpańskiej.

W Montauban urodziła się Amandine Hesse, francuska tenisistka.

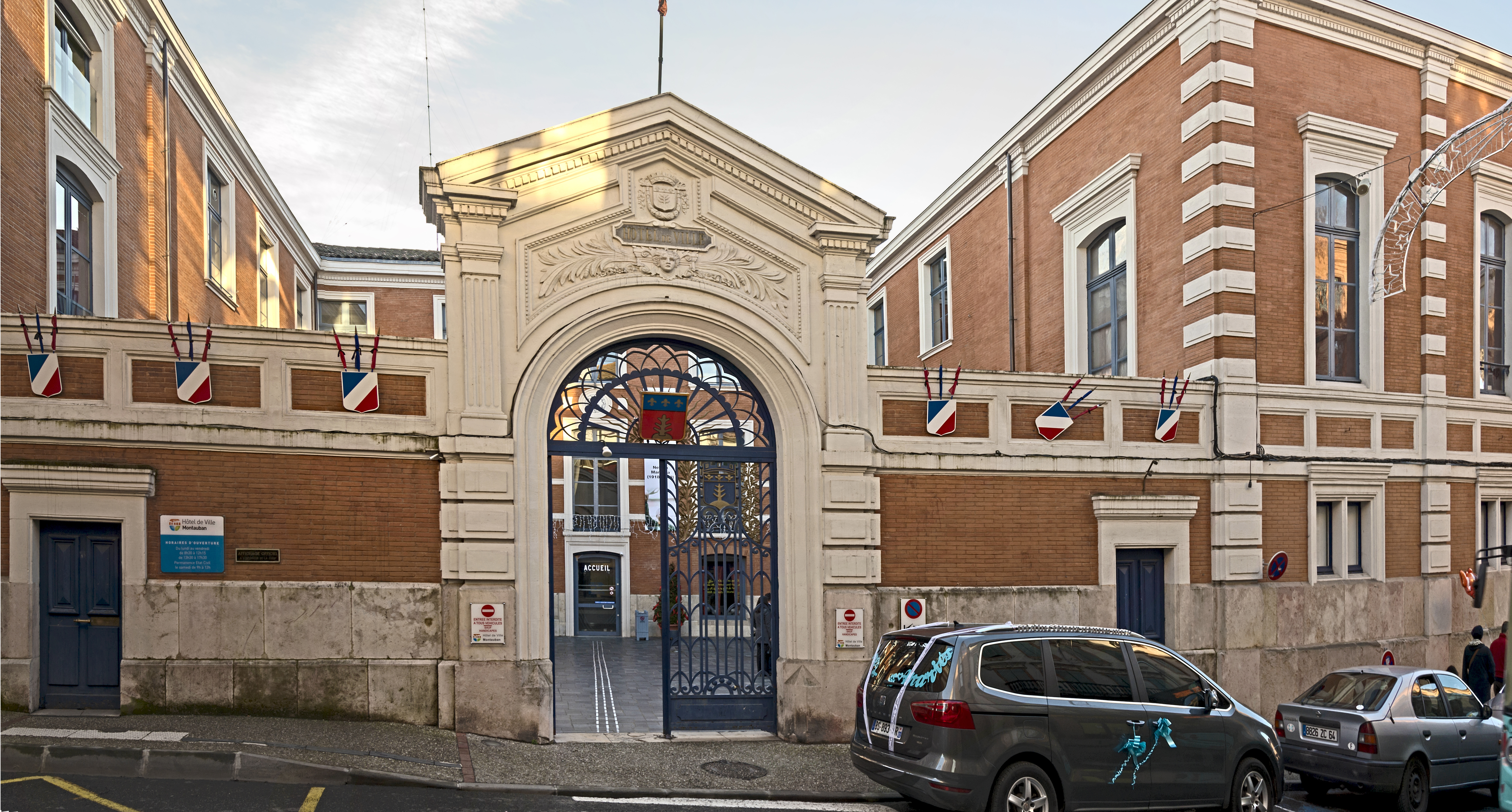
Ratusz
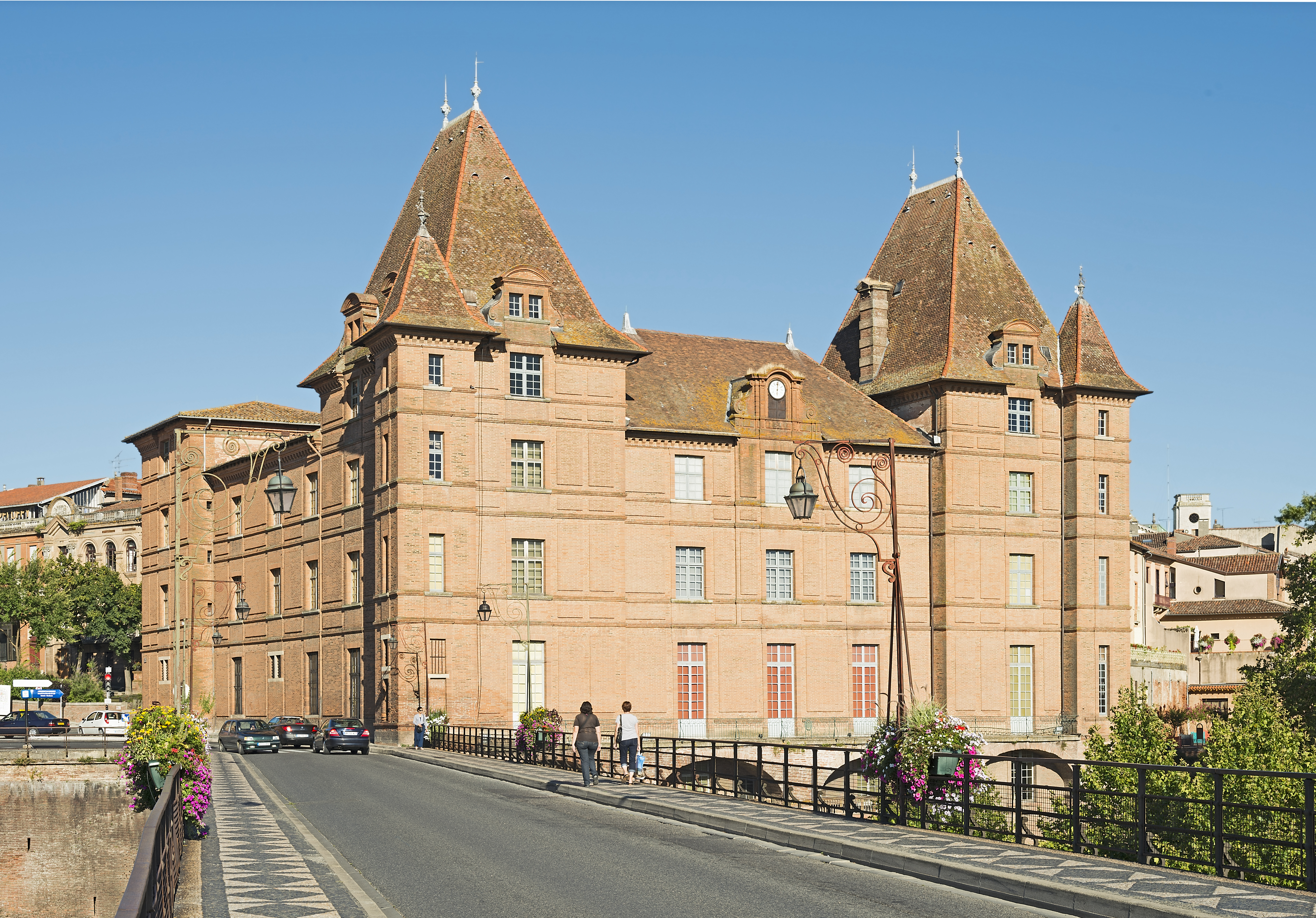
Museum Ingres
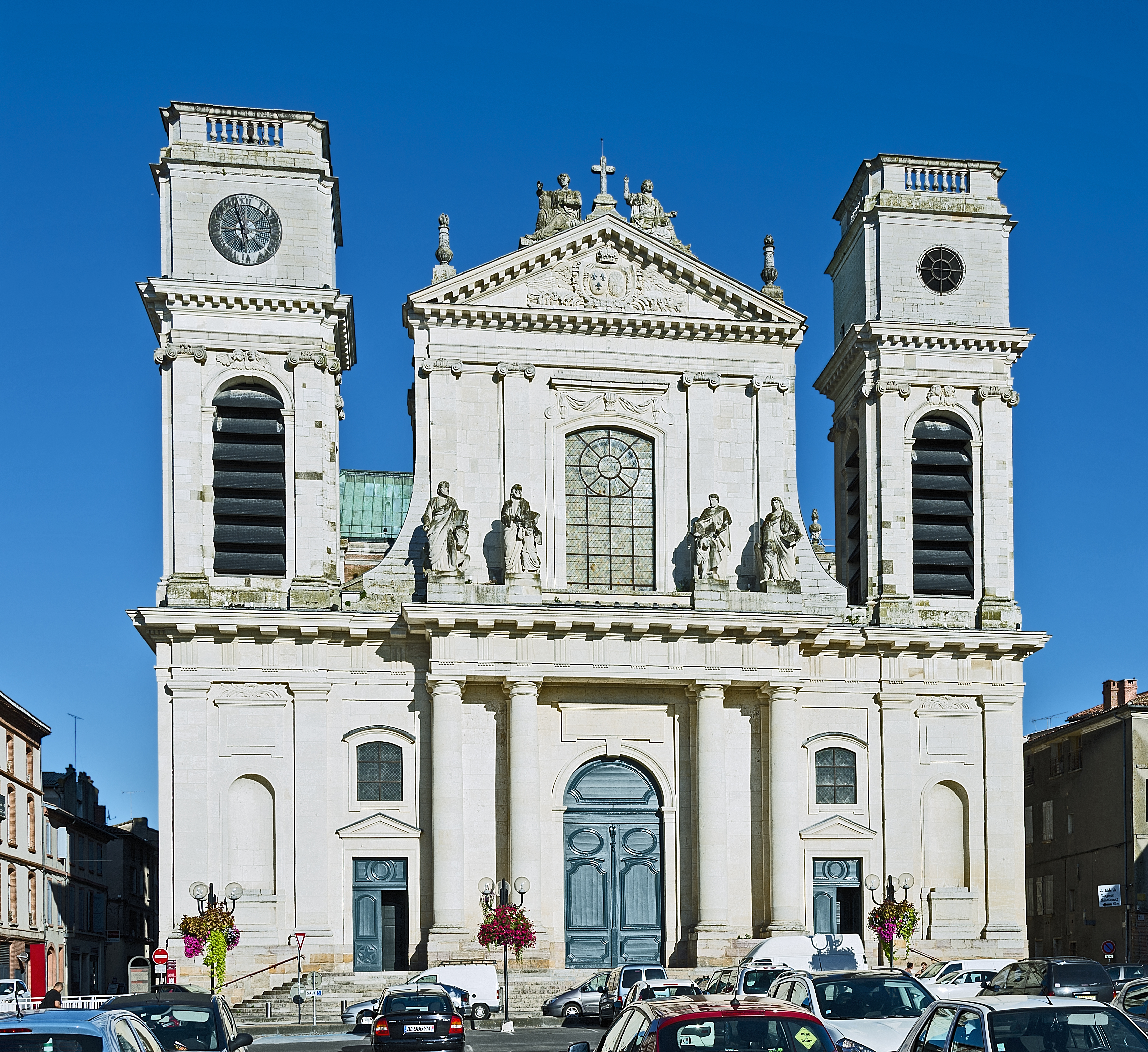
katedra